# أندرياس ميركل
أندرياس ميركل (بالألمانية: Andreas Merkle)‏ هو لاعب كرة قدم ألماني في مركز الهجوم، ولد في 17 أبريل 1962 في نيدرشتوتسنغن في ألمانيا. شارك مع منتخب ألمانيا تحت 19 سنة لكرة القدم ومنتخب ألمانيا تحت 21 سنة لكرة القدم. أما مع النوادي، فقد لعب مع شتوتغارت كيكرز ونادي شتوتغارت ونادي هامبورغ ونادي هايدنهايم.

## وصلات خارجية
- أندرياس ميركل على موقع قاعدة بيانات كرة القدم.إي يو (الإنجليزية)
- أندرياس ميركل على موقع بيانات كرة القدم. دي إي (الألمانية)